# Ketschentor
Das Ketschentor ist eines von drei erhaltenen Stadttoren der oberfränkischen Stadt Coburg. Der Torturm grenzte das Stadtzentrum nach Süden hin ab und gehörte zum äußeren Stadtmauerring.

## Baugeschichte

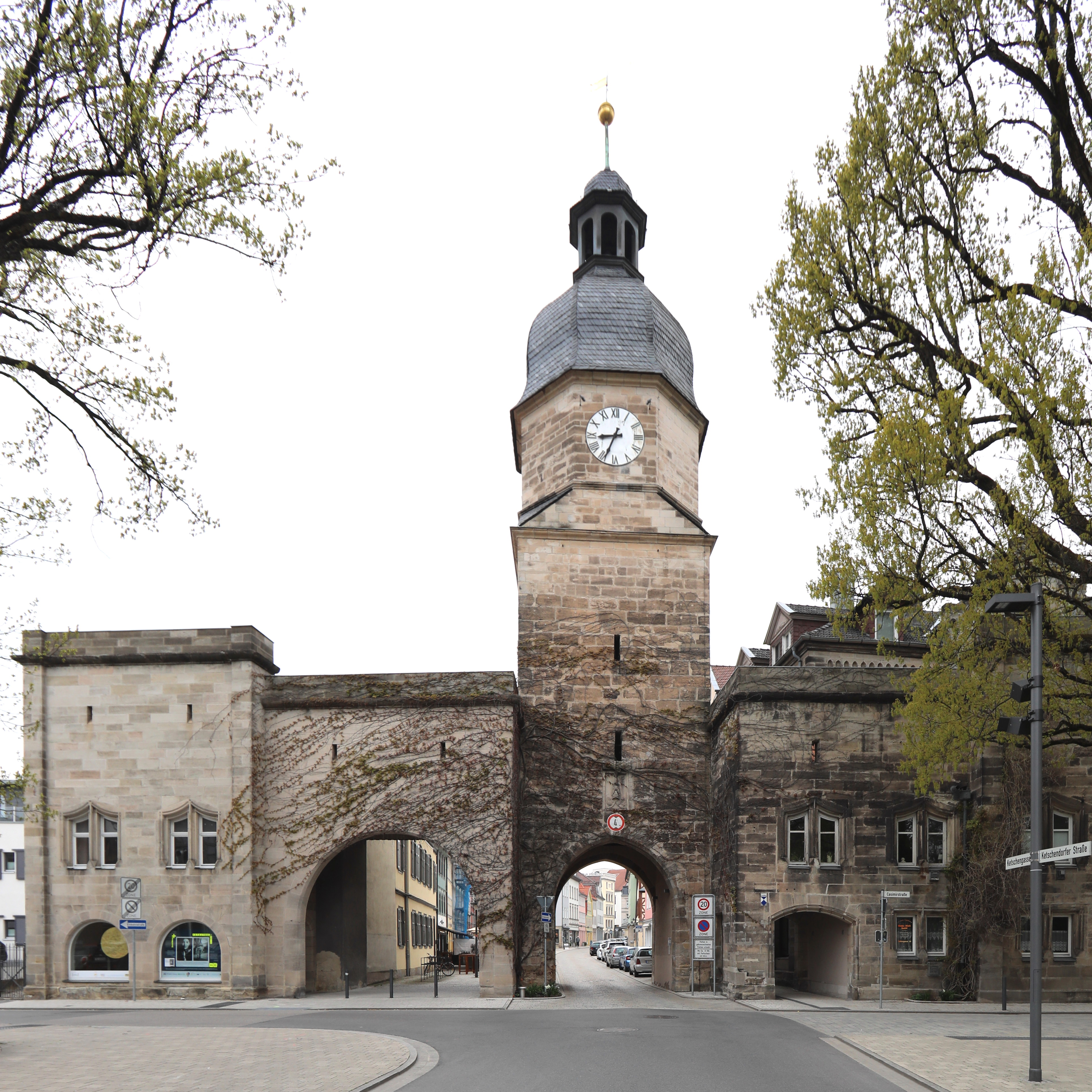
Ketschentor, Südseite

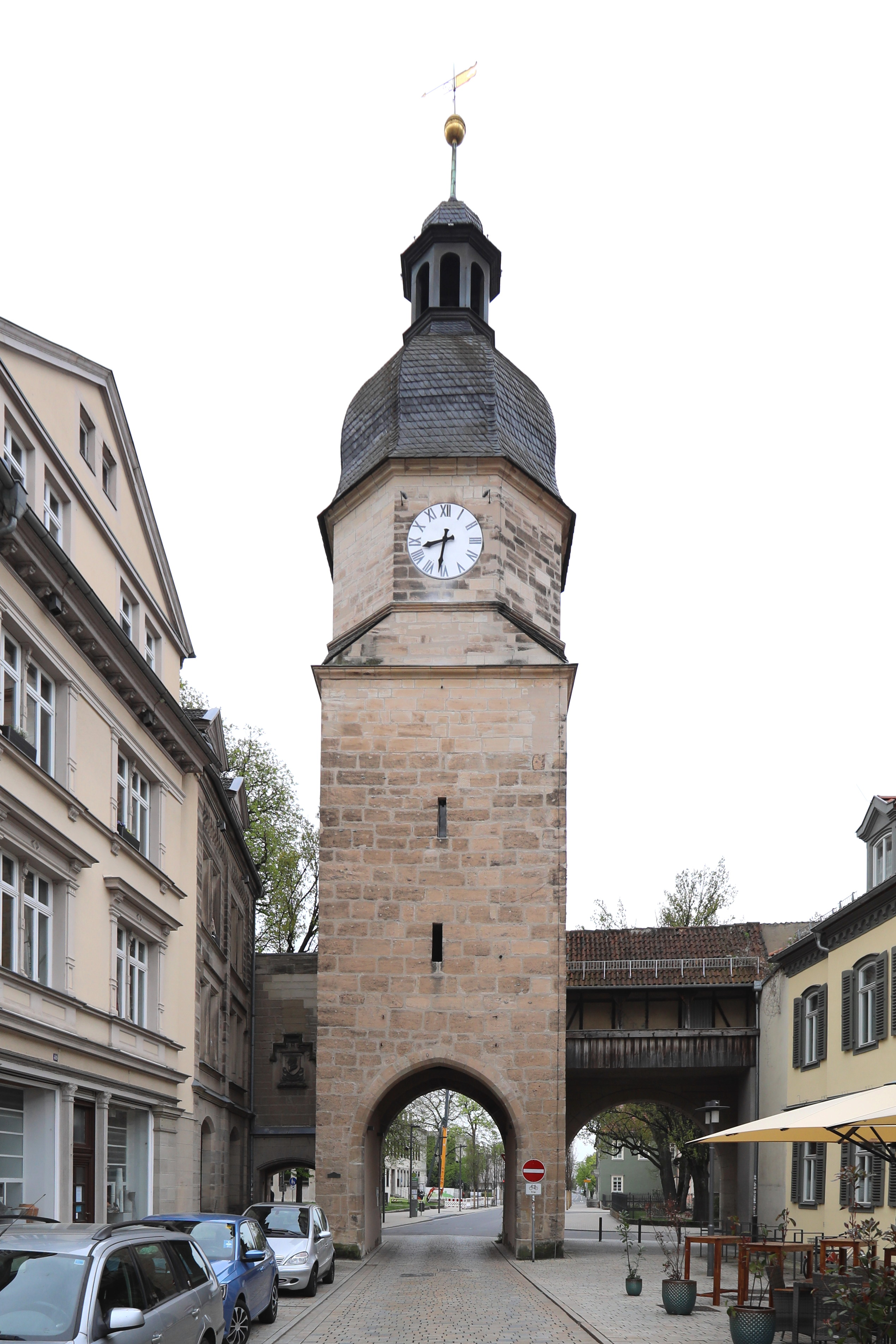
Ketschentor, Nordseite

Die Ketschengasse und das Ketschentor verbinden den Markt mit Ketschendorf. Seit dem Mittelalter führte eine wichtige Handelsroute zwischen Erfurt und Nürnberg durch das Tor.
Das im ersten Drittel des 14. Jahrhunderts errichtete äußere Ketschentor entstand mit der Befestigung der Ketschenvorstadt. Ab 1324 sicherte ein Vortor mit zwei Türmen, die durch einen hölzernen Gang miteinander verbunden waren, und eine Stadtgrabenbrücke das Haupttor. Im 17. Jahrhundert hatte der Turm einen Fachwerkaufbau mit einem steilen Schopfwalmdach und einem Dacherker. Im Jahr 1713 entstand anstelle des Fachwerkobergeschosses ein steinerner Turmaufsatz auf den eine welsche Haube aufgesetzt wurde. Im Jahr 1823 wurden die Torbögen erhöht. Die beiden Seitenflügelbauten des Tores entstanden 1827. Im Jahr 1894 ließ die Stadt im Rahmen einer Sanierung in der Durchfahrt eine Holzdecke einbauen und 1895 den östlichen Flügelbau mit einem Fußgängerdurchgang versehen.
Im Sommer 1945 wurde das einsturzgefährdete Haus westlich vom Torturm abgebrochen. Im Jahr 1956 ließ die Stadt anstelle der Baulücke einen großen, runden Durchfahrtsbogen errichten, über den der Turm mit einem Laubengang erschlossen ist.

## Architektur
Das fünfgeschossige Ketschentor besteht aus Quadermauerwerk. Es hat einen rechteckigen Grundriss mit Abmessungen von 6,6 mal 6,5 Metern und eine Höhe von 32,7 Metern. Die Mauerstärke beträgt im Sockelgeschoss 1,15 Meter, in den Obergeschossen 1,0 Meter. Die Durchfahrt wird von einer Holzdecke überspannt, an welcher der Reichsadler des Deutschen Kaiserreichs und in den vier Ecken das Coburger Mohrenkopfwappen, das Henneberger Wappen, das Wettiner Rautenkranzwappen und das Meißner Löwenwappen aufgemalt sind. Auf der Toraußenseite befindet sich über dem Torbogen ein Wappenschild aus Sandstein aus dem 15. Jahrhundert. Es zeigt unten links das Hennenwappen der Henneberger und rechts das Löwenwappen für Meißen.
Auf der Südseite und auf der Nordseite sind jeweils mittig zwei längliche Schießscharten vorhanden. Der rechteckige Oberbau geht durch Eckabschrägungen in einen achteckigen Aufsatz über, der jeweils eine Uhr auf der Nord- und Südseite und ein rechteckiges Fenster auf der Ost- und Westseite hat. Im Glockenstuhl hängen eine Glocke mit 52 Zentimeter Durchmesser und eine Glocke mit 38 Zentimeter Durchmesser, beide 1781 vom Coburger Glockengießer Johann Andreas Mayer hergestellt. Als Turmabschluss befindet sich auf dem oberen, profilierten, achteckig umlaufenden Traufgesims eine schiefergedeckte welsche Haube mit Laterne und kleiner Schweifkuppel.